# Арс, Николай Андреевич
Николай Андреевич Арс (настоящая фамилия — Волков; 1857—1902) — русский композитор, дирижёр и переводчик.

## Биография
Николай Арс родился в 1857 году в городе Москве. Музыке учился в Женевской консерватории, после чего изучал пение в Милане у Анжело Мариани. 
По возвращении в Россию, дирижировал несколько лет оперой на частных сценах и в это же время написал несколько опереток, музыкальную картину «В деревне», полонез для скрипки с оркестром или фортепьяно и другие сочинения, из которых особенно был популярен вальс «Невозвратное». 
Кроме того Н. А. Арс перевёл на русский язык капитальное сочинение Франсуа Огюста Геварта: «Новый полный курс инструментовки», причём снабдил его своими примечаниями и дополнениями (П. Юргенсон, 1892), а также недавно перевёл с французского языка обширный труд Жана Жоржа Кастнера под заглавием: «Общее руководство по военной музыке для французских армий» (фр. Manuel général de musique militaire à l'usage des armées françaises).
Николай Андреевич Арс скончался 25 июня 1902 года  в Ковно в должности военного капельмейстера.